# Ceratogyrus hillyardi
Ceratogyrus hillyardi é uma espécie de aranha pertencente à família Theraphosidae.